# 동화기업
동화기업은 대한민국의 목재회사이다. 본사는 인천광역시 서구 가정로97번길 28 (가좌동)에 서울사무소는 서울특별시 영등포구 여의나루로 53-2 (여의도동)에 있으며 목재회사로는 국내 1위의 독보적인 지위을 자랑하고 있다.

## 역사
- 1948년 - 서울 왕십리에서 작은 제재소로 동화토건(주)을 설립
- 1953년 - 동화흥업(주)으로 사명변경
- 1953년 - 동화기업(주)으로 사명변경
- 1975년 - 파티클보드(PB) 공장 준공
- 1986년 - 국내 최초로 중밀도섬유판(MDF) 공장 준공
- 1989년 - 포르말린공장 준공
- 1991년 - 수지 및 왁스 공장 준공
- 1992년 - LPL, MFB 공장 준공
- 1995년 - 코스닥에 상장
- 1997년 - 강화마루판 공장 준공
- 2000년 - 대성목재공업(주) 인수
- 2003년 - 물적분할과 함께 동화홀딩스(주), 동화기업(주), 동화케미칼(주)을 설립
- 2005년 - 한솔홈데코로부터 아산공장 인수
- 2005년 - 뉴질랜드 레이오니아 MDF공장 및 말레이시아 머복 MDF사 등을 인수
- 2009년 - 동화케미칼(주)을 흡수합병

## 판매하고 있는 제품

### 보드
- 동화에코보드
- 동화디자인보드

### 건장재
- 동화자연마루
- 원목마루
- 동화디자인월

### 화학
- 멜라닌 필름(LPM)
- 테고 필름
- 포르말린

## 같이 보기
- 대성목재공업
- 한국일보
- 합판
- 한솔홈데코
- 인천광역시

## 참조
1. ↑  전창현, 동화기업(025900) NDR 후기, 대신증권 2022년 12월 21일